# Peter Solan
Peter Solan (25. April 1929 in Banská Bystrica – 21. September 2013 in Bratislava) war ein slowakischer Filmregisseur, Drehbuchautor und Dokumentarfilmer.

## Leben und Werk
Solan absolvierte die Filmakademie Prag und graduierte 1953. Er wird der Tschechoslowakischen Neuen Welle zugeordnet.
1962 schrieb und inszenierte er den hochgelobten Film Boxer a smrť (Der Boxer und der Tod), der das Überleben des polnischen Boxers Tadeusz Pietrzykowski im Konzentrationslager Auschwitz schilderte. Der Name des Boxers lautet im Film Ján Komínek. Das Drehbuch beruhte auf Bokser i śmierć, einem polnischen Roman von Józef Hen. Hauptdarsteller des Films waren Štefan Kvietik und Manfred Krug. 1989 inszenierte Robert M. Young den Hollywoodstreifen Triumph des Geistes, der zwar auf der Lebensgeschichte des griechischen Boxers Salamo Arouch beruhte, dennoch fallweise als Neuverfilmung von Solans Film angesehen wurde.
Solan wurde mehrfach ausgezeichnet. 1994 erhielt er den Igric Award des Art Film Fest für sein Lebenswerk, 2004 den Preis des Slowakischen Kulturministeriums für besondere Verdienste um den slowakischen Film.

## Filmographie (Auswahl)
Als Drehbuchautor:
- 1953:  Vianočný dar
- 1963: Der Boxer und der Tod (Boxer a smrť)
- 1968: Dialog 20-40-60

Als Regisseur:
- 1953: Vianočný dar
- 1959: Der Mann, der nicht zurückkehrte (Muz, ktorý sa nevrátil)
- 1963: Der Boxer und der Tod (Boxer a smrť)
- 1965: Kým sa skončí táto noc
- 1976: Vsetko ma svoj cas
- 1979: Und dann laufe ich bis ans Ende der Welt (A pobezim az na kraj sveta)
- 1981: Sed' a pod'
- 1985: Schattenseite des Ruhms (O sláve a tráve)